# Rui Aguiar
Rui Aguiar (Porto, 1944) é um pintor português.

## Biografia
Rui Aguiar nasceu no Porto em 1944. Licenciou-se em Engenharia Química-Industrial. Entre 1971 e 1973 prestou serviço na Marinha, nos Açores. Ligado à actividade cultural açoriana, foi um dos sócios fundadores da galeria Teia e forte impulsionador das galerias Degrau (Terceira) e Francisco Lacerda (S. Jorge).
Expõe regularmente desde 1972, em mostras individuais e colectivas.
De 1988 a 1989 desenvolveu uma investigação plástica como bolseiro da Fundação Calouste Gulbenkian.
Está representado em diversas colecções e museus, nomeadamente a Wassenhoven Collection – Bruges; Lalit Kala Akademi – Nova Deli; Museu do Desenho de Estremoz; Secretaria de Estado da Cultura – Porto; Câmara Municipal de Matosinhos; Museu de Arte Contemporânea – Fundação de Serralves; Colecção da Caixa Geral de Depósitos; Colecção do Ministério das Finanças; Centro de Arte Moderna – Fundação Calouste Gulbenkian; Museu Amadeu Souza Cardoso, Amarante; Museu de Arte Contemporânea da Bienal de Cerveira.
Foi destacado com:
- Menção Honrosa de Pintura, 1984 – IV Bienal de Cerveira;
- Grande Prémio de Pintura, 1985 – Exposição de Arte Moderna A.F.O – Museu Nacional Soares dos Reis;
- Prémio de Aquisição, 1986 – IV Trienal da Índia – Academia Nacional de Arte de Nova Deli;
- Prémio de Aquisição, 1988 – Bienal “Mom´Arte”, Vila do Conde;
- Prémio “S. João” de Pintura, 1989 - Porto
- Grande Prémio de Pintura, 1992 – VII Bienal de Vila Nova de Cerveira;
- Prémio Exposição Nacional de Pintura B.F.C., 1993;
- Menção Honrosa – Prémio Baviera de Pintura – 2000, Casa de Serralves – Porto.
- Homenageado como Pintor nos «Trinta Anos do 25 de Abril e Centenário de Almeida Garret» - 2004

A sua actividade artística não se esgota na pintura. Iniciou-se como cenógrafo, em 1983, com o Pé de Vento, companhia a que esteve ligado durante mais de dez anos. Colaborou ainda com os grupos Kallandraca (Galiza), Théâtre Poéme (Bruxelas) e o Bando (Lisboa).
No campo da ilustração, o seu nome surge essencialmente associado à editora Afrontamento, onde criou e colaborou na colecção de poesia, desde 1979.

## Exposições Individuais
- 1972 - Desenhos e Colagens e Pinturas, Ponta Delgada, Cooperativa Sextante
- 1973 - Objectos e Colagens, Angra do Heroísmo, Galeria Degrau
- 1979 - Colagens de Rui Aguiar, Lisboa, Galeria Opinião
- 1980 - Colagens de Rui Aguiar, Porto, Cooperativa Árvore
- 1981 - Colagens, Lisboa, Casa da Comuna
- 1982 - Rui Aguiar, Porto, Galeria JN
  - Terra Sigillata - Arqueologia de um poema (Intervenção Plástica sobre um manuscrito de Mário Cláudio), Porto, Cooperativa Árvore
- 1983 - Rui Aguiar, Lisboa, S.N.B.A.
- 1984 - Rui Aguiar, Matosinhos, Salão do Turismo, Casa de Chá da Boa Nova
  - Pinturas e Colagens, Vila Nova e Cerveira, Galeria da Pousada de D. Dinis
  - Pinturas e Colagens, Viana do Castelo, Galeria Barca d'Artes
- 1985 - Porto, Galeria Roma e Pavia
  - Lisboa, Clube 50 Espaço A
- 1987 - Fragmentos de Paisagem [Pintura e Instalação]Rui Aguiar, Porto, Cooperativa Árvore
- 1988 - Para uma reinvenção da paisagem, Porto, Galeria Nasoni
  - Para uma reinvenção da paisagem, Matosinhos, Galeria Augusto Gomes
- 1990 - Rui Aguiar - Trabalhos de 1988/89, Porto, Cooperativa Árvore
  - Rui Aguiar, Porto, Galeria Quadrado Azul
  - Rui Aguiar - Trabalhos de 1988/89, Lisboa, Fundação Calouste Gulbenkian
- 1991 - Trabalhos de 1988/89, Bruxelas, Galerie Debras Bical
  - Rui Aguiar, Ribeira Grande, Pontilha - Associação Cultural da Ribeira Grande
- 1992 - Porto, Cooperativa Árvore
- 1993 - Porto, Galeria Quadrado Azul
- 1994 - Açoriana, Bruxelas, Galerie Debras Bical
  - Açoriana, Bruges, Galeria Amphora Finippon
  - Navegando para Sul, Porto, Galeria Por Amor à Arte
- 1995 - A Ceia, Porto, Cooperativa Árvore
- 1996 - Circularidades 88-90, Porto, Minimal Arte Contemporânea
- 1998 - Rai Timor e Outros Registos, Vila Nova de Cerveira, Galeria Projecto
- 1999 - Trinta Outubros de Guerra, Vila Real - Arquivo Distrital, Mirandela - Museu Municipal Armindo Teixeira Lopes, Porto - Casa das Artes
- 2000 - Derivadas da Figura em ordem à Paisagem, Porto, Galeria Por Amor à Arte
  - Derivadas da Paisagem em ordem à Figura, Porto, Cooperativa Árvore.
- 2001 - Mini Antologia da presença da Mulher, Porto, Galeria Dário Ramos.
- 2002 - Trabalhos de 1982 a 1988, Amarante, Museu Municipal Amadeu de Sousa Cardoso.
- 2003 - Voo Litoral, Porto, Galeria Vilar/Árvore.
  - Trabalhos de 1982 a 1988, Vila Nova de Cerveira, Fórum Cultural de Cerveira.
  - “Digital Prints”,Porto, Galeria Por Amor ´A Arte
- 2004 – Corpo Intenso, Porto, Universidade Católica.
- 2006 - Salinas, Aveiro, Galeria da Capitania - CMA
- 2008 - Contemporaneidade Artística no Ecomuseu Marinha da Troncalhada: instalação de Artefactos, Aveiro, Ecomuseu Marinha da Troncalhada.
- 2009 - Íntimo e Telúrico-contradição litoral, Lisboa, Galeria 9arte.
- 2009 - Rui Aguiar Antologia 72-07, Bragança, Centro Cultural Bragança.
- 2009 -Rui Aguiar Antologia 72-07, Melgaço, Biblioteca de Melgaço.
- 2009 -Rui Aguiar Antologia 72-07, Paredes de Coura, Centro Cultural de Paredes de Coura.
- 2009 - Rui Aguiar Antologia 72-07, Vila Nova de Famalicão, Casa das Artes.
- 2009 - Rui Aguiar, Centro Cultural Caloura, São Miguel, Açores.
- 2010 - Rui Aguiar Antologia 72-07, Vila Real, Museu da Vila Velha.
- 2010 - Rui Aguiar Antologia 72-07, Penafiel, Museu Municipal de Penafiel.
- 2014 -  Home Digital Prints, Lisboa, Ler Devagar.2014 -  Home Digital Prints, Lisboa, Biblioteca Orlando Ribeiro.